# Nymphopsis anarthra
Nymphopsis anarthra är en havsspindelart som beskrevs av Loman, J.C.C. 1928. Nymphopsis anarthra ingår i släktet Nymphopsis och familjen Ammotheidae. Inga underarter finns listade i Catalogue of Life.